# David Volk
David Volk (* 19. September 2003) ist ein österreichischer Fußballspieler.

## Karriere
Volk begann seine Karriere beim 1. FC Union Stein. Zur Saison 2017/18 wechselte er in die Jugend des SV Horn. Im Mai 2019 spielte er erstmals für die Amateure der Horner in der Gebietsliga. Bis zum Ende der Saison 2018/19 kam er zweimal in der sechsthöchsten Spielklasse zum Einsatz. Mit Horn II stieg er zu Saisonende aber ab. In der Saison 2019/20 kam er nicht zum Zug. In der COVID-bedingt abgebrochenen Spielzeit 2020/21 spielte er dreimal in der 1. Klasse. In der Saison 2021/22 kam er zu 13 Einsätzen.
Im Juni 2023 gab Volk bei seinem Kaderdebüt für die Profis sein Debüt in der 2. Liga, als er am 30. Spieltag der Saison 2022/23 gegen den SKU Amstetten in der 84. Minute für Emil Safer eingewechselt wurde. Dies blieb sein einziger Profieinsatz in Horn. Zur Saison 2023/24 schloss er sich dem fünftklassigen FC Rohrendorf an.